# 504 г. пр.н.е.

## Събития

### В Азия

#### В Персийската империя
- Цар на Персийската (Ахеменидска) империя e Дарий I (522 – 486 г. пр.н.е.).[1]

### В Европа

#### В Гърция
- В Гърция се провеждат 69-тe Олимпийски игри:
  - Победител в дисциплината бягане на разстояние един стадий става Изомах от Кротоне, което е втората му победа след тази на предишните игри.[2]
- Акесторид е архонт през 508/507 г. пр.н.е. в Атина.[3]

#### В Римската република
- Консули (504/502 г.пр.н.е.) са Публий Валерий Попликола (за IV път) и Тит Лукреций Триципитин(за II път).
- Попликула празнува втори триумф за победа над сабините.[4]
- Град Фидена е превзет от римляните.[5]
- Сабинянинът Апий Клавдий, родоначалник на Клавдиевия род, се преселва в Рим, където е приет в патрицианското съсловие.[6]

#### В Сицилия
- Около тази година Кинет (Cynaethus) за първи път рецитира Омирови поеми в Сиракуза.[7]